# دوریس دولینگ
دوریس دولینگ (انگلیسی: Doris Dowling؛ ۱۵ مهٔ ۱۹۲۳ – ۱۸ ژوئن ۲۰۰۴) یک هنرپیشه اهل ایالات متحده آمریکا بود.

## مرگ
داولینگ در ۱۸ ژوئن ۲۰۰۴ در سن ۸۱ سالگی در مرکز پزشکی Cedars-Sinai در لس آنجلس، کالیفرنیا درگذشت.